# Maalaleel
Maalaleèl (o Mahalaleel) è il nome di due personaggi biblici dell'Antico Testamento.

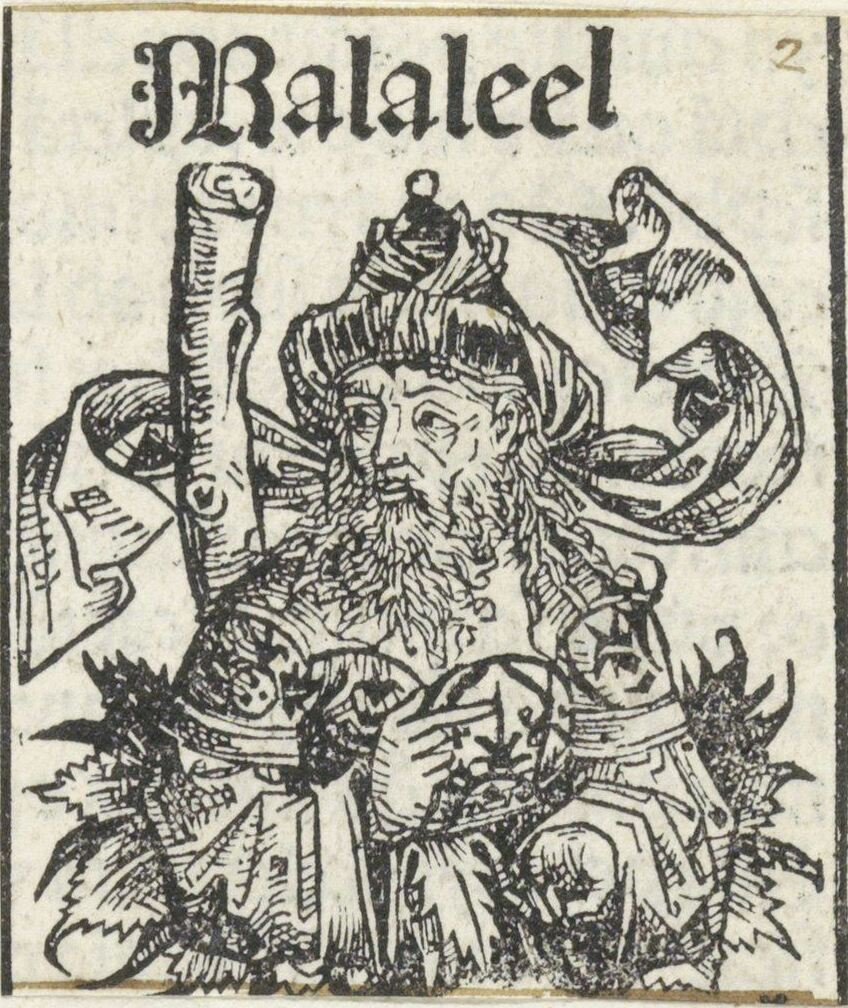
Maalaleel raffigurato nelle Cronache di Norimberga

Il primo è citato nella Genesi, nel primo libro delle Cronache e nel Vangelo secondo Luca. La Bibbia lo nomina tra i discendenti di Adamo, che era suo trisnonno, e gli antenati di Gesù. Figlio di Chenan, a 65 anni diventò padre di Iared e sarebbe vissuto 895 anni.
Del secondo parla il libro di Neemia, che lo indica come padre del trisavolo di Ataia, uno dei discendenti di Giuda che si stabilirono a Gerusalemme dopo l'esilio babilonese. Questo Maalaleel era figlio di Perez e padre di Sefatia.